# Frederick Miller Endlich
Frederick Miller Endlich, auch Frederic, (* 1851; † 1899) war ein US-amerikanischer Geologe und Mineraloge.
Endlich wurde 1870 in Tübingen promoviert (Das Bonebed Württembergs). 1872 wurde er Mineraloge bei der Smithsonian Institution und 1873 bis 1879 nahm er an den Hayden-Expeditionen teil zur (geologischen und topographischen) Kartierung der Territorien im Westen (Colorado, Wyoming, Utah, Idaho, Arizona, New Mexico). Er veröffentlichte viel über Bergbau und Geologie, beriet in Bergbaufragen und war Handschriftenexperte.

## Schriften
- Das Bonebed Württembergs, Tübingen 1870.
- Catalogue of Minerals found in Colorado, Washington D. C. 1878.
- Report on the mines and geology of the San Juan country, Washington, um 1875.
- The Island of Dominica, American Naturalist 1880.
- Barbados, American Naturalist 1882.
- Manual of qualitative blowpipe analysis and determinative mineralogy, New York 1892.